# ريتا دوف
ريتا فرانسيس دوف (بالإنجليزية: Rita Dove) (28 أغسطس 1952) هي شاعرة وكاتبة مقالات أمريكية. شغلت منصب ملكة الشعراء ومستشارة مكتبة الكونغرس في أمور الشعر بين عامي 1993 و1995. وكانت أول أمريكية من أصل إفريقي تُعين في هذا المنصب منذ تأسيسه بموجب قانون أصدره الكونغرس في عام 1986 من المنصب السابق (مستشار في الشعر) (منذ عام 1937 حتى 1986).
كما عُينت دوف مستشارة خاصة في الشعر في الذكرى المئوية الثانية لمكتبة الكونغرس من عام 1999 حتى عام 2000. وتعدّ دوف ثاني أمريكية من أصل إفريقي تحصل على جائزة بوليتزر في الشعر في عام 1987 وقد شغلت منصب شاعرة البلاط في فرجينيا خلال الفترة من عام 2004 حتى 2006.

## مطلع حياتها
ولدت ريتا دوف في أكرون في ولاية أوهايو لأبيها راي دوف والذي كان أحد أوائل الكيميائيين الأمريكيين من أصل إفريقي ويعمل في صناعة الإطارات في الولايات المتحدة (كباحث كيميائي في شركة جوديير للإطارات)، وأمها إليفرا هورد الحاصلة على مرتبة شرف في المدرسة الثانوية والتي أحبت مشاركة شغفها بالقراءة مع ابنتها.
تخرجت دوف من مدرسة بوختل الثانوية كباحثة رئاسية. وتخرجت لاحقًا من جامعة ميامي في عام 1973 حائزة على شهادة بكالوريوس بامتياز مع مرتبة شرف. وحصلت على منحة فولبرايت من جامعة توبنغن في ألمانيا. وحصلت على شهادة الماجستير في الفنون الجميلة من ورشة مؤلفي أيوا في جامعة آيوا في عام 1977.

## مسيرتها المهنية
درّست دوف الكتابة الإبداعية في جامعة أريزونا منذ عام 1981 وحتى عام 1989. وحازت على جائزة بوليتزر عن فئة الشعر في عام 1987. وحصلت على لقب شاعرة البلاط في الولايات المتحدة من قبل أمين مكتبة الكونغرس عام 1992 وقد شغلت ذلك المنصب من عام 1993 حتى 1995.
وكانت دوف مع بلوغها سن الأربعين أصغر شخص يشغل هذا المنصب وأول أمريكية من أصل إفريقي تشغله منذ تغيير لقب المنصب إلى شاعرة البلاط (نسبة إلى الشاعر روبرت هايدن الذي شغل المنصب كأول مستشار في الشعر غير أبيض من عام 1976 حتى عام 1978 والشاعرة الكاتبة غويندولين بروكس التي كانت المستشارة الأخيرة في الشعر في الفترة مابين عامي 1985 و1986).
وفي وقت مبكر من توليها منصب شاعرة البلاط ظهرت دوف في مقابلة لساعة واحدة مع الصحفي بيل مويرز على برنامجه بيل مويرز جورنال الذي يعرض في وقت الذروة على محطة بي بي إس التلفزيونية. وقد كانت تدرّس في جامعة فيرجينيا منذ عام 1989 في مدينة شارلوتسفيل حيث تشغل منصب رئيسة أساتذة الكومنولث في اللغة الإنجليزية.
وقد عملت ريتا دوف مستشارة خاصة في مجال الشعر لمكتبة الكونغرس في الذكرى المئوية الثانية في عامي 1999 - 2000، مع الشاعرين لويز غلوك ودبليو إس ميروين. وفي عام 2004، عيّنها مارك وارنر حاكم ولاية فرجينيا آنذاك في منصب لمدة عامين كشاعرة البلاط في ولاية فرجينيا. وركزت دوف في منشوراتها العامة على نشر كلمة الشعر وزيادة الوعي العام بفوائد الأدب. وعلى سبيل المثال، جمعت كشاعرة في الولايات المتحدة كتابًا لاستكشاف الشتات الإفريقي من خلال عيون فنانيها.
وقد كانت دوف عضو مجلس إدارة برامج الكتابة المرتبطة المعروفة اليوم باسم (رابطة الكتاب وبرامج الكتابة) ويرمز لها بـ (AWP) من عام 1985 حتى عام 1988. وقد قادت المنظمة كرئيسة لها من 1986 إلى 1987. وكانت عضوًا بمجلس الشيوخ (عضو مجلس الإدارة) في جمعية الشرف الأكاديمية الوطنية فاي بيتا كابا.
ومن عام 2006 إلى عام 2012، عملت كمستشارة لأكاديمية الشعراء الأمريكيين. وكانت تعمل منذ عام 1991في هيئة محلفين لجوائز كتاب أنيسفيلد وولف السنوية، ومن عام 1991 إلى عام 1996 وهي تعمل بالتعاون مع آشلي مونتاجو وهنري لويس جيتس، ومنذ عام 1997 مع جيتس وكارول جويس أوتيس وسيمون شاما وستيفن جاي جولد (حتى وفاته في عام 2002)، وستيفن بينكر (الذي حل محل جولد في عام 2002).
وقد عُيّنت دوف محررة للشعر في مجلة نيويورك تايمز في ربيع عام 2018.
لم يقتصر عمل دوف على عصر أو مدرسة معينة في الأدب المعاصر فموضوعاتها الواسعة النطاق ولغتها الشعرية الدقيقة التي تلتقط بها المشاعر المعقدة تتحدى التصنيف السهل. وأشهرها حتى الآن هو عملها توماس وبيولا، الذي نشرته مطبعة جامعة كارنيجي ميلون في عام 1986، وهو عبارة عن مجموعة من القصائد القائمة بشكل عام على حياة أجدادها الأمهات، والتي حصلت من خلاله على جائزة بوليتزر في عام 1987.
وقد نشرت دوف عشرة مجلدات من الشعر، وكتاب من القصص القصيرة بعنوان (الأحد الخامس في عام 1985)، ومجموعة من المقالات (عالم الشاعر عام 1995) ورواية (من خلال البوابة العاجية عام 1992). وقد نُشرت قصائدها المجمعة من عام 1974 حتى 2004 من قبل شركة دبليو دبليو نورتون في عام 2016 ويحمل مقتطفات من ثناء الرئيس باراك أوباما الوطني للإشادة بالفنون لعام 2011 على الغلاف الخلفي له.
وفي عام 1994، نشرت مسرحية الوجه المظلم للأرض (توجد نسخة منقحة من المسرحية في عام 1996)، التي عرضت لأول مرة في مهرجان أوريجون شكسبير في أشلاند بولاية أوريغون في عام 1996 (أول إنتاج أوروبي كان على المسرح الوطني الملكي في لندن عام 1999). وقد تعاونت مع الموسيقار جون ويليامس في أغنية الرقم سبعة للحظ (أول أداء كان من قبل أوكسترا بوسطن الموسيقية في تانكلوود وقد أداها الموسيقار في عام 1998) أما في الحفلة الموسيقية (ألفية أمريكا) وهو احتفال البيت الأبيض في العام الجديد 1999/2000، ساهمت السيدة دوف في قراءة لقصيدة لفيلم ستيفن سبيلبيرج الوثائقي (رحلة بلا نهاية) عند نصب لينكولن التذكاري والتي كانت مصحوبة بموسيقى جون ويليامز.
وقد نُشرت أكثر مجموعة من الشعر طموحًا لدوف بعنوان سوناتا مولاتيكا في عام 2009. بأكثر من 200 صفحة (وتحتوي على شخصيات جذابة وحيوية من رواية ما) مثل كتابة الشاعر مارك دوتي في مجلة أوبرا وينفري الخاصة (مجلة أو O).
حررت دوف كتاب مقتطفات بنجوين الأدبية المختارة من الشعر الأمريكي في القرن العشرين والذي نُشر في عام 2011. وأثارت هذه المجموعة جدالًا محتدمًا في حين اشتكى بعض المنتقدين من أنها تقدر أجندة شعبية شاملة على حساب الجودة. وعلق الشاعر جون أولسونز قائلًا «إن استثناءات تلك السيدة مذهلة». وكان بين الشعراء المعروفين المهملين: سيلفيا بلاث وألين جينسبيرج وستيرلنغ براون ولويس زوكوفسكي وجورج أوبن وتشارلز ريزينيكوف ولورين نيديكر.
وكما أوضحت دوف في مقدمتها وفي المقابلات الإعلامية أنها كانت قد اختارت في الأصل أعمالًا لكل من بلاث وغينسبيرج وبراون ولكن هؤلاء وكذلك بعض الشعراء الآخرين قد أُهملوا ضد رغباتها التحريرية وكان لا بد من إزالة مساهماتهم من النسخة الجاهزة للطباعة في آخر لحظة لأن ناشرهم منع إدراج مساهماتهم بسبب خلاف حصل مع دار بنجوين للنشر على رسوم الترخيص.
وقد أدانت الناقدة هيلين فيندلر اختيارات دوف، سائلة «لماذا يُطلب منا أخذ عينات من الكثير من الشعراء ذوي القيمة المحدودة أو عديمي القيمة؟» بينما دافعت دوف بشدة عن خياراتها وإغفالاتها في ردها على الناقدة فيندلر في مراجعة الكتب في نيويورك، وكذلك في مقابلات واسعة النطاق مع مجلة وقائع الكاتب مع الشاعر أريحا براون على موقع أفضل شعر أمريكي، ومع بيل مويرز في برنامجه الخاص على التلفزيون العام مويرز أند كومباني.
واصلت مجلة بوسطن المناقشة من زوايا مختلفة بهجوم عدواني من قبل الباحثة مارجوري بيرلوف وهجوم مضاد حماسي من قبل الشاعرة والباحثة إيفي شوكلي، التي واجهت كل من فيندلر وبيرلوف.

## وصلات خارجية
- Dove مرات الظهور على سي-سبان
- ريتا دوف على موقع الموسوعة البريطانية (الإنجليزية)
- ريتا دوف على موقع مونزينجر (الألمانية)
- ريتا دوف على موقع ميوزك برينز (الإنجليزية)
- ريتا دوف على موقع إن إن دي بي (الإنجليزية)
- ريتا دوف على موقع ديسكوغز (الإنجليزية)